# Ca na Morella
Ca na Morella és una finca i hort de Santa Maria del Camí, situada al costat del Camí de Sóller (Carretera de Bunyola), fent cantó amb el Camí del Raiguer. La finca està travessada per la via del tren Palma-Inca. Confronta amb Can Rei, Can Vinyes, Son Montserrat, Can Vent i Ca na Sabatera. És una finca que ha fet ús del regadiu, i que ha pogut mantenir un nucli de vaques lleteres des de la dècada de 1920. Una part de la finca es dedicava a fer alfals i blat de les índies. Altres terres varen ser dedicades als cereals i ametlerar.